# Philodromus xinjiangensis
Philodromus xinjiangensis es una especie de araña cangrejo del género Philodromus, familia Philodromidae. Fue descrita científicamente por Tang & Song en 1987.